# Fricativa postalveolar sorda
La fricativa postalveolar sorda es un sonido del habla humana utilizado en muchas lenguas, representado en el Alfabeto Fonético Internacional por la grafía ⟨ʃ⟩.
Aparece como fonema «puro» en inglés (shower), portugués (caixa, chave), catalán (xai), gallego (xudeu), asturleonés (xata), italiano (lasciare), francés (coucher), español rioplatense (playa), alemán (Germanische, Einstein) entre muchos otros, y en español en varios dialectos de Andalucía (Pisha) y en dialectos del Caribe (chimpancé), entre otros.

## Características
- Es una consonante fricativa, lo que significa que su sonido se genera en la boca por las vibraciones de una turbulencia causada por la corriente del aire expulsado.
- Es una consonante central, por lo que se produce por la dirección de flujo de aire a través de un canal en el centro de la lengua, y así se dirige el aire hasta los bordes de los dientes, causando una turbulencia de alta frecuencia.
- Su tipo de fonación es sorda, lo que significa que se produce sin vibraciones de las cuerdas vocales. Cuando las cuerdas vocales suenan, entonces se hace una fricativa postalveolar sonora.
- Es una consonante oral, lo que significa que se permite que el aire escape a través de la boca, no por la nariz.

## La[ʃ]en variedades del español
- En México existe en palabras de origen indígena como xangari (purépecha) o mexica (náhuatl) representado por la letra «x». Además, es la pronunciación coloquial del dígrafo «ch» en los subdialectos del español norteño hablado en Chihuahua y Sonora.
- En Guatemala también aparece en palabras de origen indígena, especialmente de origen maya, xinca y náhuatl, el cual aparece representado por la letra «x» al igual que en México, aunque en ocasiones por desconocimiento se representan también con el dígrafo «sh».
- En el español rioplatense, en algunos préstamos de lenguas italianas (mishio, cafishio) y al pronunciar palabras escritas con «y» con valor consonántico (yate) o «ll» (llave), pero sí aparece como aleación con el fonema t, formando así la africada postalveolar sorda (sonido igual al fonema ch).
- En el español chileno, en zonas de todo el país se reproduce la fricativa [ʃ] en lugar de la africada postalveolar sorda ([tʃ]), en palabras como chala → ['ʃala].[1] No obstante, esta pronunciación está fuertemente estigmatizada al ser empleado mayormente por la población de las clases bajas.
- En el dialecto andaluz, aparece en parte de la zona occidental de la comunidad como deafricación de la «ch» africada:[2] Chancla  → ['ʃaŋkla], coche  → ['koʃe],  chocolate  → [ʃoko'late]. Esta misma pronunciación se da en varias zonas del Caribe.
- En algunos dialectos del español peruano, también aparece como un fonema independiente en palabras de origen indígena muy comunes de las zonas andinas del país para indicar topónimos, gentilicio o comida: Áncash, shilico, shámbar, Asháninka, shipibo. Además, también se emplea en palabras de origen chino o japonés. Esta consonante es representada en la ortografía peruana con el dígrafo «sh».
- En el español filipino, se reproduce la fricativa [ʃ] en las palabras que contienen ci o si  seguido por una vocal, combinando las fonemas [s] y [j]: posición  → [posi'ʃon], ciudad  → [ʃu'dad] y paciente  → [pa'ʃente], pero frenesí  → [frene'si], bocina  → [bo'sina] y cinturón  → [sintu'ɾon] no.